# Нежинский Введенский монастырь
Не́жинский Введе́нский монастырь (укр. Ніжинський Введенський монастир) — православный женский монастырь Нежинской и Прилукской епархии Украинской православной церкви и комплекс памятников архитектуры, расположенный в городе Нежине в Черниговской области.

## Статус
Постановлением Совета Министров УССР от 24.08.1963 № 970 «Про упорядочение дела учёта и охраны памятников архитектуры на территории Украинской ССР» («Про впорядкування справи обліку та охорони пам’ятників архітектури на території Української РСР») присвоен статус памятник архитектуры республиканского значения с охранным № 824 Введенский собор (Введенский собор Введенского женского монастыря). 
Комплекс Введенского монастыря № 81-Чг также включает Ильинскую церковь № 10046-Чр и гостиницу № 10047-Чр — согласно Приказу Министерства культуры и туризма от 21.12.2012 № 1566, колокольню № 81-Чг/2 и кельи № 81-Чг/3 — согласно Распоряжению Черниговской областной государственной администрации от 13.02.1998 № 69.

## Описание
Введенский женский монастырь был основан при царе Алексее Михайловиче вдовой Стародубского полковника Анной Бриславской. Приобретя в западном пригороде Нежина землю, Анна по благословению архиепископа, построила два храма (не позднее 1660 года). Первый из них — в честь Введение во храм Пресвятой Богородицы, который и дал название монастырю. Вторая церковь — южнее первой, в честь Преподобного Ильи.
В 1756 году произошел крупный пожар, который нанес большой вред монастырю: сгорели обе церкви, а также кельи для монахинь. Каменный храм Введение Богоматери во храм был построен в 1778 году. В 1814 году была построена колокольня и храм Преподобного Ильи. В 1863 году в монастыре открыли училище для девушек, больницу, а также школу иконописи. В 1877 году училище было закрыто, а в его помещении устроен военный госпиталь. Доходной частью монастыря был двухэтажный отель. В собственности монастыря была усадьба в городе, скит в лесу возле села Старого, где была церковь и большая сельскохозяйственная ферма.
В 1927 году монастырь был закрыт, а помещения и храмы были переданы под артиллерийский склад. Ценности монастыря были разворованы, многие иконы и церковные реликвии были уничтожены. В 1941 году во время немецкой оккупации в главном храме были возобновлены богослужения. В монастыре собралось 18 насельниц. Священник монастыря протоиерей Василий Бугаевский, который спасся в годы гонений на церковь, стал совершать регулярные богослужения. Однако, в 1943 году после освобождения Левобережной Украины, советская власть вновь прекратила деятельность храма.
Монастырь возобновил свое функционирование только в 1998 году. С этого времени в монастыре началось восстановление и реставрация святыни. Богослужения совершаются в отреставрированном Введенском соборе. Остатки Ильинской церкви были самовольно перестроенные монахинями на жилье.

## Персоналии
- Игуменья Мелания Чуйкевичивна — руководила монастырем с 1733 по 1736 год. Очень вероятно, что это была Мотря Кочубеевна — дочь генерального судьи Василия Кочубея, возлюбленная гетмана Ивана Мазепы. В 1707 году она вышла замуж за Семена Чуйкевича, ставшего впоследствии полковым судьей Нежинского полка. Вероятно, её супружеская жизнь не сложилось, и супруг отпустил её в монастырь.
- Игуменья Евфросиния — по происхождению гречанка, руководила монастырем с 1775 по 1786 год. При ней императрица Екатерина II пожертвовала 150 рублей на монастырь во время своего пребывания в Нежине. Из доклада её начальства стало известно, что на 1786 год в монастыре находилось 26 монахинь.
- Игуменья Панкратия — при ней было построено ограждение монастыря, достроен тёплый храм (не сохранился), построен каменный корпус для монахинь (1857 год).
- Игуменья Смарагда Нежинская — с 7 лет она жила в Введенском монастыре. После смерти игуменьи Анны в 1914 году стала настоятельницей обители. После закрытия монастыря в 1927 году 80 насельниц во главе с игуменьей перевели в Георгиевский Даневский монастырь. В 1930 году была арестована за антисоветскую деятельность и три года провела в тюрьме. 8 мая 2012 года Священным синодом Украинской православной церкви причислена к лику местночтимых святых.[5]